# Leave It Open
Leave it Open is een album van Pierre Moerlen's Gong; een afsplitsing, dan wel tijdelijke vervanger van Gong. Het album bevat muziek die het beste is in te delen in de categorie melodieuze ritmische jazzrock. Soms zijn nog wel invloeden te horen van de spacerock, maar deze zijn worden steeds minder. Niet alle musici, die op dit album spelen, spelen mee op alle tracks. Charlie Mariano speelt opvallend melodieus op dit album, in tegenstelling tot de muziek op zijn eigen albums.

## Tracks en bezetting

### Track 1 Leave it Open
- Componist: Pierre Moerlen ;
- Pierre Moerlen: drums, vibrafoon, polymoog, tom-toms;
- Hansford Rowe: basgitaar;
- Bon Logaza: gitaar;
- Francois Causse: congas en timbales;
- Demelza: congas;
- Charlie Mariano: saxofoons.

### Track 2: How much better it has become
- Componist: Pierre Moerlen;
- Pierre Moerlen: drums, vibrafoon, polymoog;
- Hansford Rowe: basgitaar;
- Brian Holloway: ritmegitaar.

### Track 3: I woke up that morning felt like playing guitar
- Componist: Pierre Moerlen;
- Pierre Moerlen: drums, ritmegitaar, bassyntheziser, toetsen;
- Bon Lagoza: gitaar;
- Charlie Mariano: saxofoons.

### Track 4: It's about time
- Componist: Hansford Rowe;
- Pierre Moerlen: toetsen;
- Hansford Rowe: basgitaar; ritmegitaar, zang;
- Francois Causse: drums, percussie, congas;
- Charlie Mariano: saxofoons.

### Track 5: Stok stok stok sto-gak
- Componist: Hansford Rowe;
- Pierre Moerlen: drums, toetsen;
- Handford Rowe: basgitaar;
- Bon Lagoza: gitaar;

### Track 6: Adrien
- Componist: Pierre Moerlen;
- Pierre Moerlen: drums, vibrafoon, toetsen, gong.

Alhoewel de meeste albums al tijden verkrijgbaar waren op cd, kwam deze pas in 2006 uit. Een specifieke reden daarvoor is niet aan te geven; ook andere titels van Gong werden vrij weinig gekocht. Arista Records is weleens failliet verklaard, maar desondanks verschenen uitgaven daarvan op cd.